# Visti dall'alto
Visti dall'alto è un singolo del rapper italiano Rkomi, pubblicato il 24 maggio 2019 come secondo estratto dal secondo album in studio Dove gli occhi non arrivano.

## Video musicale
In concomitanza con il lancio del singolo, il 4 giugno 2019 Rkomi ha pubblicato il video ufficiale attraverso il proprio canale YouTube. Il video è girato in Francia all'Espaces d'Abraxas dell'architetto Ricardo Bofill, alle Arcades du Lac sempre di Ricardo Bofill e all'Arènes de Picasso di Manuel Núñez Yanowsky.